# 요안적니아 : 눈부신 그대여
《요안적니아 : 눈부신 그대여》(耀眼的你啊)는 2023년 방송되었던 중국의 드라마이다.

## 소개
- 서로 다른 개성을 가진 세 여성이 이루어질 수 없던 관계에서 서로를 도우면서 어려움을 뛰어넘어 아름다운 인생을 개척한다.

## 등장 인물
- 인타오 - 캉즈여우 역
- 류이하오 - 니에윈저 역
- 임중 (任重) - 정치옹 역
- 왕원가 (王媛可) - 멍위샨 역
- 시시 (施詩) - 린치엔위 역
- 왕책 (王策) - 션청펑 역
- 여신열 (吕晨悦) - 캉니 역
- 악약리 (岳躍利) - 멍푸 역
- 위안원캉 - 장웨이 역
- 모효혜 (毛晓慧) - 치위에 역
- 쿵린 - 상뤄웨이 역
- 왕이페이 - 리원 역
- 단성성 (段星星) - 위아오 역